# Maher: Black Rain in Bomi
Maher: Black Rain in Bomi es una película liberiana de 2016 basada en testimonios de los supervivientes de la masacre de 2002 en el condado de Bomi. Fue dirigida por el videoperiodista Derick Snyder y exhibido en el festival Fighting Stigma Through Film de Londres en 2018.

## Sinopsis
La masacre de Maher, una de las últimas de la Segunda guerra civil liberiana, tuvo lugar en Tubmanburg el 18 de julio de 2002. Según una investigación de 2004 de la Comisión Católica de Justicia y Paz (JPC), milicianos progubernamentales bajo el mando de Benjamin Yeaten y Roland Duo asesinaron a unas 150 personas en un puente sobre el río Maher, a unos 60 km de Monrovia.

## Producción
Snyder, ganador del premio Mohamed Amin Africa Media Award en 2014 por un documental sobre el ébola, escuchó por primera vez sobre la masacre de Maher en 2007. Él autofinanció su documental Maher con dinero del premio Mohamed Amin. La película recibió un premio de reconocimiento del Indie Fest en 2017.